# Putaendo
Putaendo ist eine Stadt und Gemeinde in der Provinz San Felipe de Aconcagua in der Región de Valparaíso in Chile. Bei der Volkszählung im Jahr 2017 hatte sie 16.754 Einwohner.

## Geografie

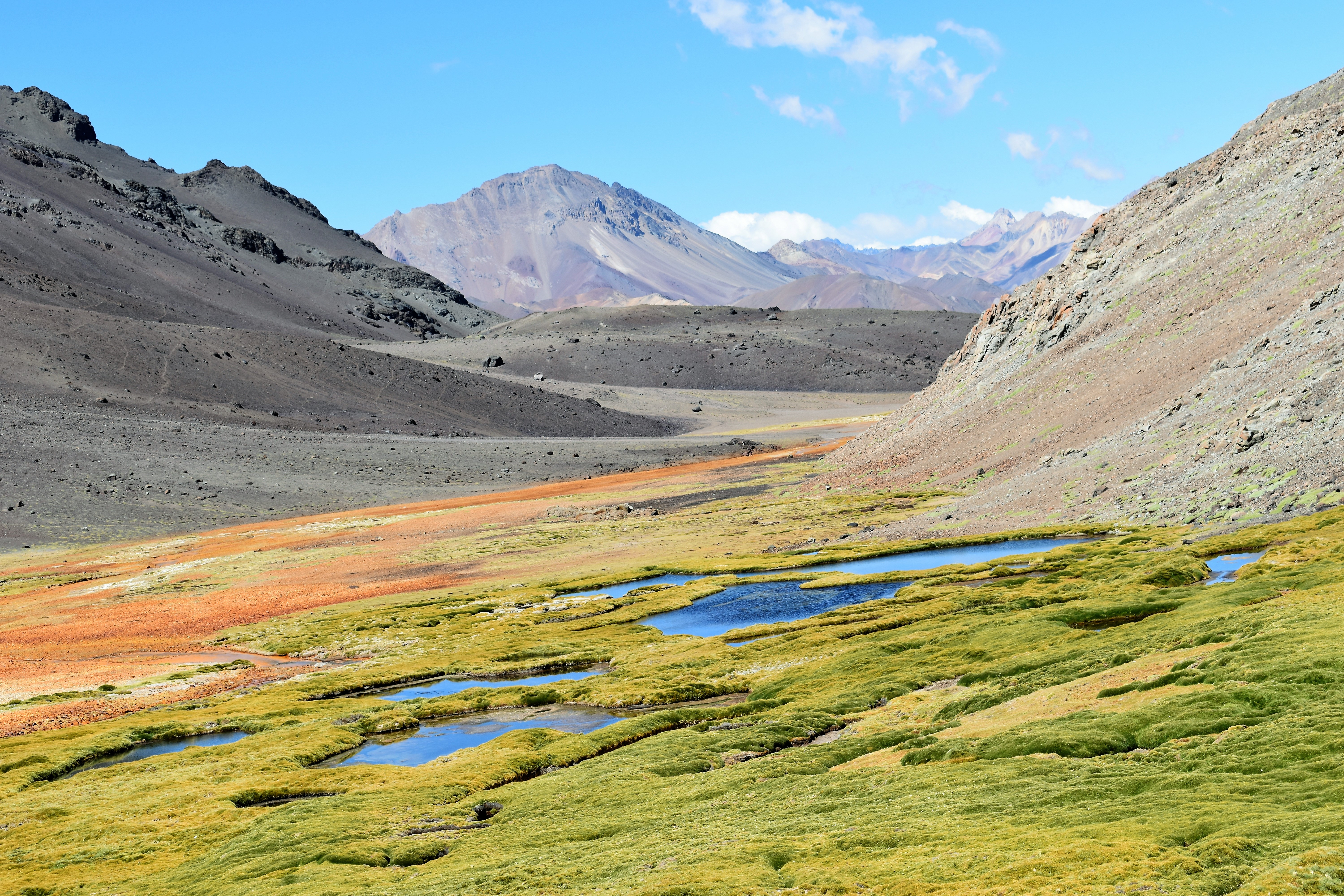
Río Chilon

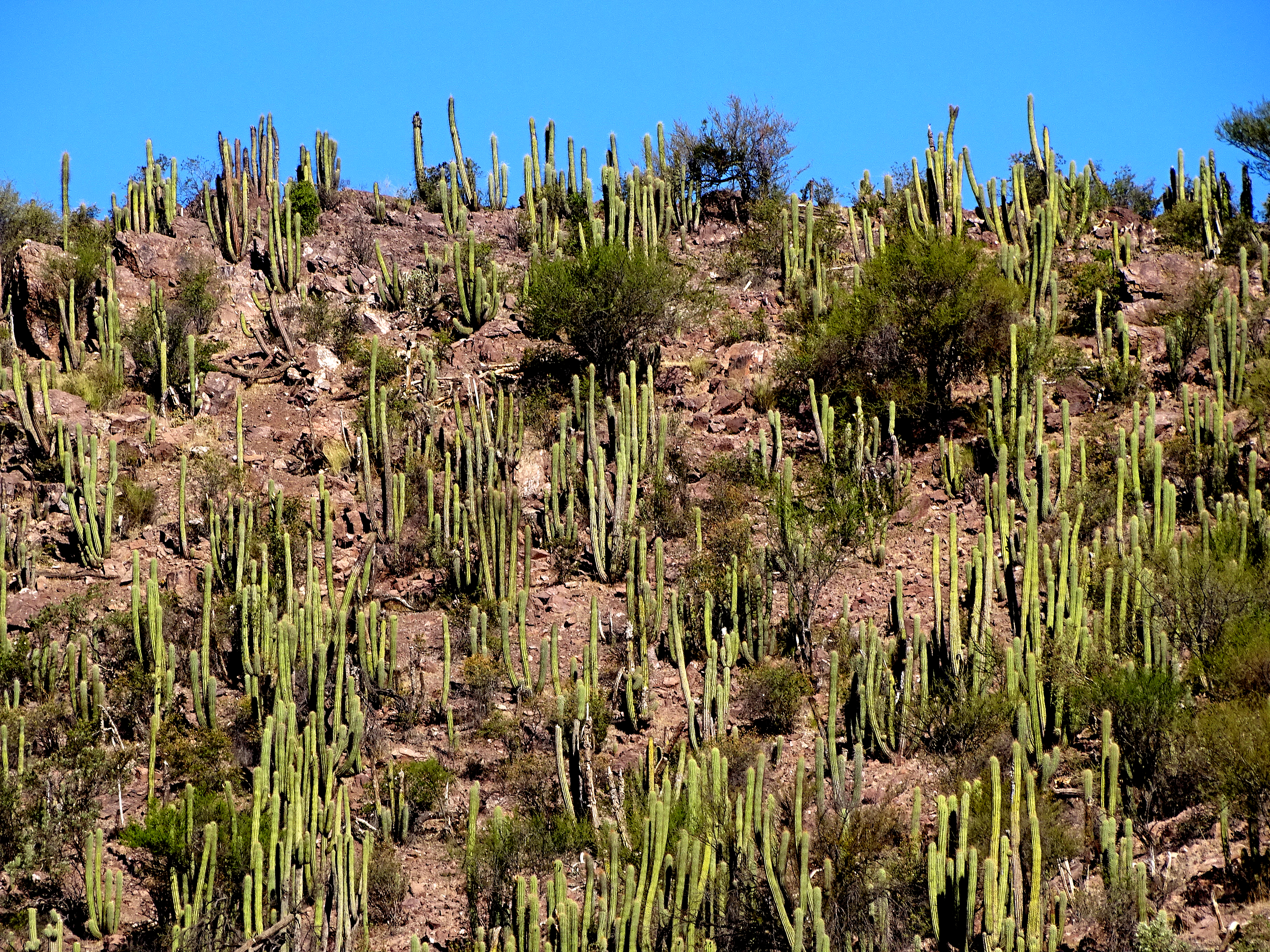
Kakteen in Putaendo

Das Putaendo-Flusstal liegt in der nördlichen Zona Central. Es ist Teil der Wasserscheide des Río Aconcagua, die sich in der Übergangszone befindet, und zwar in Bezug auf Geomorphologie (Übergang vom Norte Chico zum Valle Longitudinal) und Klimatologie (von semiarid bis gemäßigt mediterran). Die Gemeinde erstreckt sich über eine Fläche von 1474,4 km².

## Bevölkerung
Laut der Volkszählung des Nationalen Statistikinstituts von 2002 hatte Putaendo 14.649 Einwohner (7344 Männer und 7305 Frauen). Davon lebten 7214 (49,2 %) in städtischen Gebieten und 7435 (50,8 %) in ländlichen Gebieten. Die Bevölkerung wuchs zwischen den Volkszählungen 1992 und 2002 um 14,4 % (1843 Personen). Im Jahr 2017 zählte man 16.754 Personen.